# جيان هوبير
جيان هوبير (بالفرنسية: Jean-Loup Hubert) (و. 1949  م) هو مخرج أفلام، وكاتب سيناريو فرنسي، ولد في نانت.

## وصلات خارجية
- جيان هوبير على موقع IMDb (الإنجليزية)
- جيان هوبير على موقع ألو سيني (الفرنسية)
- جيان هوبير على موقع أول موفي (الإنجليزية)
- جيان هوبير على موقع قاعدة بيانات الأفلام السويدية (السويدية)
- جيان هوبير على موقع ديسكوغز (الإنجليزية)
- جيان هوبير على موقع قاعدة بيانات الفيلم (الإنجليزية)
- جيان هوبير على موقع كينوبويسك (الروسية)